# دونگ فانگشیائو
دونگ فانگشیائو (به انگلیسی: Dong Fangxiao) ژیمناست زادهٔ ۲۳ ژانویهٔ ۱۹۸۶ میلادی اهل کشور چین است.